# Stanisław Olejniczak
Stanisław Olejniczak (Gmina Zbąszyń, Polonia, 28 de marzo de 1938 - 1 de febrero de 2022) fue un jugador polaco de baloncesto.

## Carrera deportiva
Consiguió dos medallas en competiciones internacionales con Polonia. Cooncretamente en el Campeonato de Europa (1963), obtuvo medalla de plata, y la medalla de bronce (1965). En la selección polaca (1961-1966) disputó 121 partidos, anotando 628 puntos.
Estaba en la composición del Legia Warszawa cuando recibió a las estrellas de la NBA, el 4 de mayo de 1964. El equipo All-Stars entonces incluía: Bill Russell, Bob Pettit, Oscar Robertson, Tom Heinsohn, Jerry Lucas, Tom Gola, Bob Cousy, K.C. Jones, o hoy los miembros del Salón de la Fama del Baloncesto. En este partido, anotó nueve puntos, apareciendo en la cancha durante todo el partido con Jerzy Piskun, Andrzej Pstrokoński, Tadeusz Suski y Janusz Wichowski. El equipo de Varsovia perdió este partido 76-96. La diferencia de puntos resultó ser la más baja de los cinco equipos que compitieron contra los All-Stars de la NBA.
En los Juegos Olímpicos de 1964, ocupó el sexto lugar con la selección de Polonia.